# 梟龍戰機
梟龍戰機（FC-1，Fighter China-1），巴基斯坦称之为JF-17雷電（Joint Fighter-17 Thunder），是中國成都飛機公司與巴基斯坦航空綜合企業合作研製的以空對空作战为主、兼有较强空对地作战能力的全天候轻型多用途战斗机，并配有同型双座战斗/教练机。也標誌著巴國航空工業除了保養和教練機外，首次擁有自己的軍事生產線。
枭龙（FC-1/JF-17）飞机具有突出的中低空高亚声速机动作战能力；具有长航程、优良短距起降、优异外挂武器装载和空中加油能力；装备先进的航电和武器系统，可以使用超视距空对空导弹、近距空对空导弹或携带空对面导弹、反艦飛彈、精确制导炸弹以及常规炸弹执行制空作战和对地打击双重作战及对海面的攻击任务。
梟龍戰機於2003年8月首飞，2007年开始交付巴基斯坦空军，有超視距作戰能力，具備第四代战机標準作战能力。目前量產中。

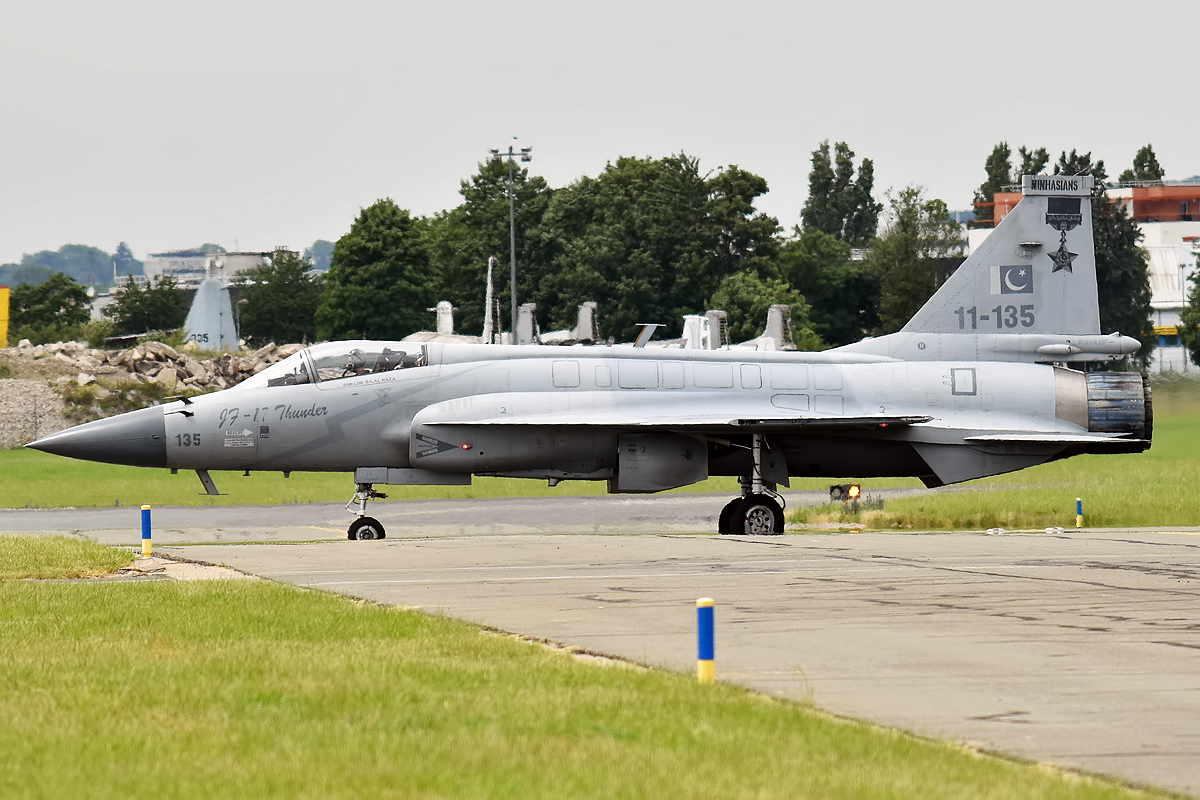
梟龍戰鬥機滑行

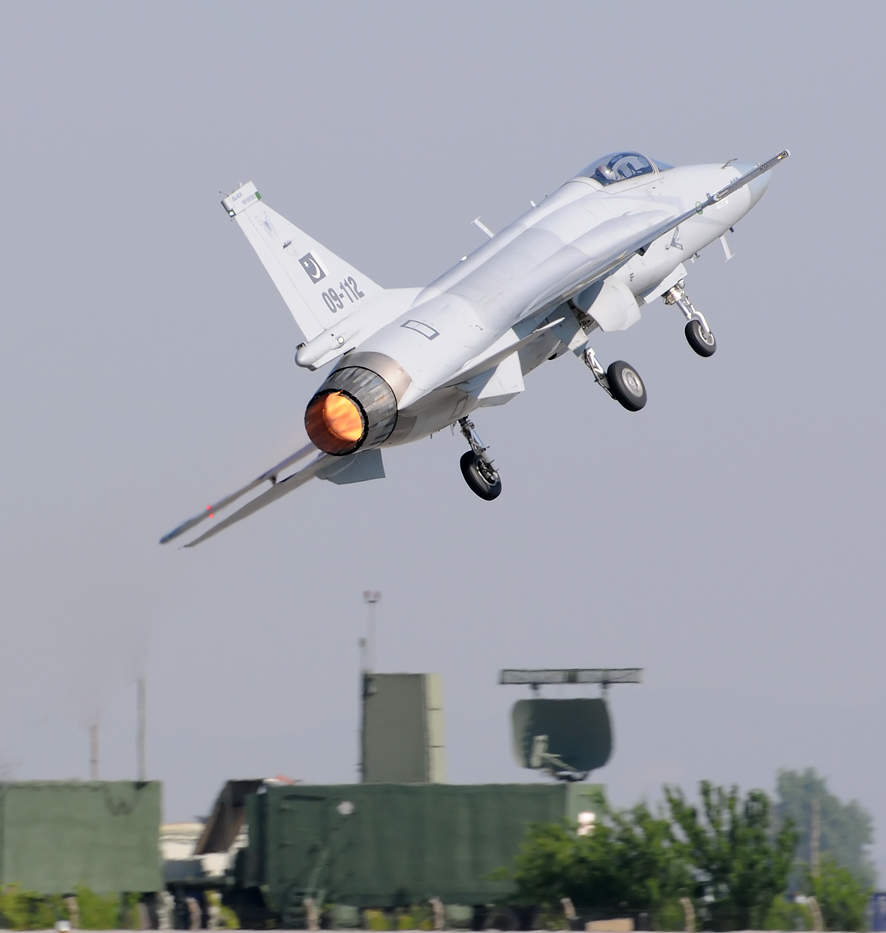
梟龍於伊兹密尔航展表演

## 由来
巴基斯坦空軍的戰機來源早期由美國軍援及和法國採購的幻影3型戰鬥機，在1980年代以後，在多次印巴衝突下經濟受到影響，且出現被歐美禁運等問題，開始轉向與中華人民共和國牽線，中國提供了包括殲-6與殲-7等現役機種，巴國空軍操作經驗也有著良好評價。然而這些機種畢竟已屬舊型機，巴基斯坦因此向中國建議合作開發新式輕型戰鬥機；中巴最初構想是由殲7M（殲7II換裝西方航電的外銷型）大幅改良，代號殲-7CP（巴基斯坦稱為SABER II），與舊機不同處為發動機進氣口移至機身兩側、更換F404渦輪扇發動機、增加載油量、提升機體壽命，更換具俯視能力的雷達（後來決定用F-20的APG-67雷達）的改良型，中方並會協助巴國建立戰機生產線。

### 首案的挫敗
巴基斯坦雖然有计划，但資源匱乏，所以與美國接頭，希望利用海外軍事援助補貼研發經費。1986年，巴基斯坦招開國際標，請來美國波音、格魯門和沃特等三家飛機公司參與SABRE II計劃和作可行性研究的支援，後來只有格魯門深入參與計劃。1985年時格魯門提出把F-20的機頭接在殲七的機身上的方案，到了1988年因使用原有三角翼構型性能不達標，要改機翼又會超支，所以巴基斯坦決定買F-16，並先後採購了80架歼-7M型／MP型（巴基斯坦稱為F-7P/MP）作高低配。巴國的SABRE II取消後，格魯門以既有研發成果找上中國推銷，提議中國聯合新加坡合作開發SABRE II為基礎的新型輕戰機，代號SUPER 7（即超七計劃），並計劃以用中等後掠角的主翼代替三角翼。超七計畫後來由成都飛機工業集團攬下計劃，並派出工程師赴美共同研發；但最後因六四事件，美國凍結了所有跟中國的軍事技術合作。

### 復案
雖然超七計畫頓挫，但1991年蘇聯解體讓該機重生的機會再度露出曙光。在該年，中國跟米高扬设计局合作，決定以米格-29的發動機RD-33發展超七用的改良型發動機（即後來的RD-93），1992年中國再次尋求巴基斯坦的合作，但巴基斯坦因買了F-16，對新飛機的需要不太急切，認為超七應該是2000年後的飛機，並提出作為二線輕戰機戰力需要有F-16的70%，單價應僅有F-16一半，並提議提升技術層次。
後來中俄在1993年5月簽署RD-93發動機的合作協定，同年8月中國國內正式為超七立項；1995年中巴兩國簽訂諒解備忘錄，為合作開發新型戰鬥機之始；後續幾年兩方逐漸敲定細節問題，同時成飛在1998年購買米高揚遭俄羅斯放棄的MiG-33超輕型戰機計畫的設計和測試數據；1999年6月中華人民共和國及巴基斯坦兩方確定詳細技術規格後正式簽署合作研製合約，進入原型機發展階段，成飛團隊主負責工程師為楊偉。原本新型戰鬥機仍預定向西方國家採購客製化航電系統，但該構想在1998年巴基斯坦核彈試驗後也已不可行，因此成飛除了機體外也承擔了大部分的航電研發工程。為了彌補戰力缺口，在1990年代末期巴基斯坦空軍增購了50多架殲七E型的出口型殲七MG（巴基斯坦稱作F-7PG）作為過渡機型。
超7、FC-1的外形幾經演變，近年趨向成熟。其進氣口內傾，翼面類似與F-16，采用寬邊條，並向後延伸形成後邊條兼作尾撐；帶前後緣襟翼的40度後掠梯形翼，平尾、垂尾經過切尖修形；機翼前緣的延伸板也被加大。這種外型設計，很明顯能提高飛機的中低空纏鬥性能，同時減少機身的雷達波反射面積。三個起落架的結構形式也全部改變，以騰出更大的翼下空間掛載武器。曝光的FC-1全尺寸模型，和“超7”的外觀相比確實不同，氣動外形設計更顯成熟。

## 梟龍戰機大事紀
- 01號原型機（巴基斯坦代號PT-01）於2003年5月21日出廠，原定6月試飛的計畫因SARS疫情略延至2003年8月25日首飛，用於基本飛行性能測試
- 02號原型機於2003年6月23日完成，用於結構試驗
- 03號原型機於2004年4月9日首飛，用於飛機操縱性，安定性和飛行性能範圍測試
- 04號原型機於2006年4月28日首飛，機身經過改良，機翼邊條加大，換用DSI進氣道，取消了進氣道前鈄面，並裝上全套的航空電子設備，用於全功能測試
- 05號及06號原型機首飛日期不詳，外型基本上跟04號原型機相同，估計是為分擔試飛工作和中巴兩地環境適應性等測試之用
- 2007年3月巴基斯坦國慶日，巴方宣佈首兩架生產型已經交機，其中一架還在當日進行了飛行表演
- 2007年8月，由于俄罗斯禁止中国向巴基斯坦出口装有俄罗斯产RD-93型发动机的战机，巴方将3月份移交的两架战机退回中国。
- 2008年1月22日，巴基斯坦航空聯合體舉行儀式，正式開始組裝JF-17戰機，首年將組裝8架，並在2011年前達到年產25架。巴基斯坦空軍參謀長Tanvir Mahmood Ahmed上將在儀式上表示，巴基斯坦空軍首階段將採購150架JF-17，並在2010年之前在國內生產戰機上60%的機身部件和80%的電子設備。
- 2009年11月23日，第一架由巴基斯坦组装成功的JF-17，在旁遮普省的卡姆拉（Kamra，位于首都伊斯兰堡西北约60公里）的生产线正式下线，巴基斯坦总理吉拉尼、巴空军参谋长苏莱曼上将和中国驻巴基斯坦大使罗照辉出席了下线仪式。
- 2010年7月19日，两架巴基斯坦空军的枭龙战机参加英国范保罗国际航展，首次公开亮相。
- 2010年11月16日，在中国珠海国际航展上第一次对外做飞行表演。巴基斯坦并表示希望装备250架。但中国空军未採用此型戰機，將之定位為外銷出口專用。
- 2017年4月27日，上午11時4分在中外來賓共同見證下，梟龍雙座機版01架（FC-1B）從四川成都溫江機場飛行26分鐘，圓滿完成首次飛行任務，同月消息報導稱渦扇-13發動機的梟龍安裝試飛已經完成，未來將不必完全依賴俄製發動機。[7]
- 2019年12月，梟龍Block 3完成首飛。

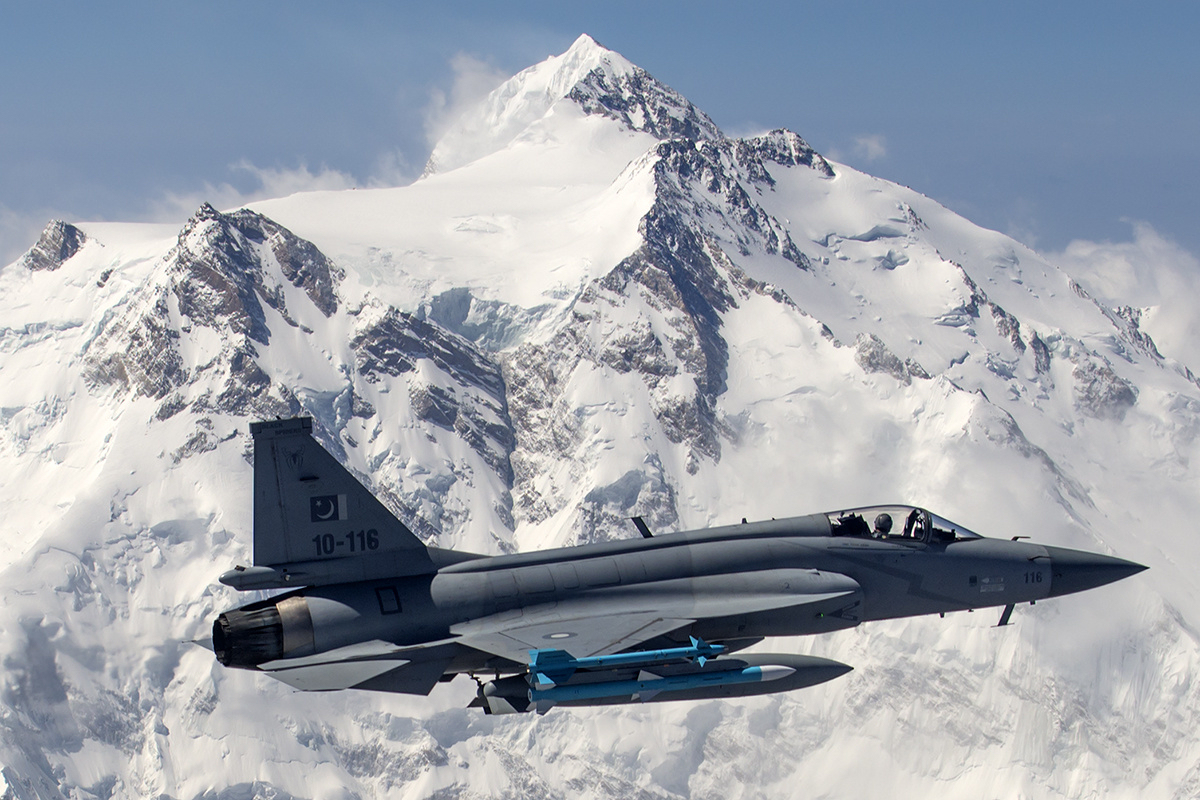
梟龍戰鬥機飛越8126米高的南迦帕爾巴特峰

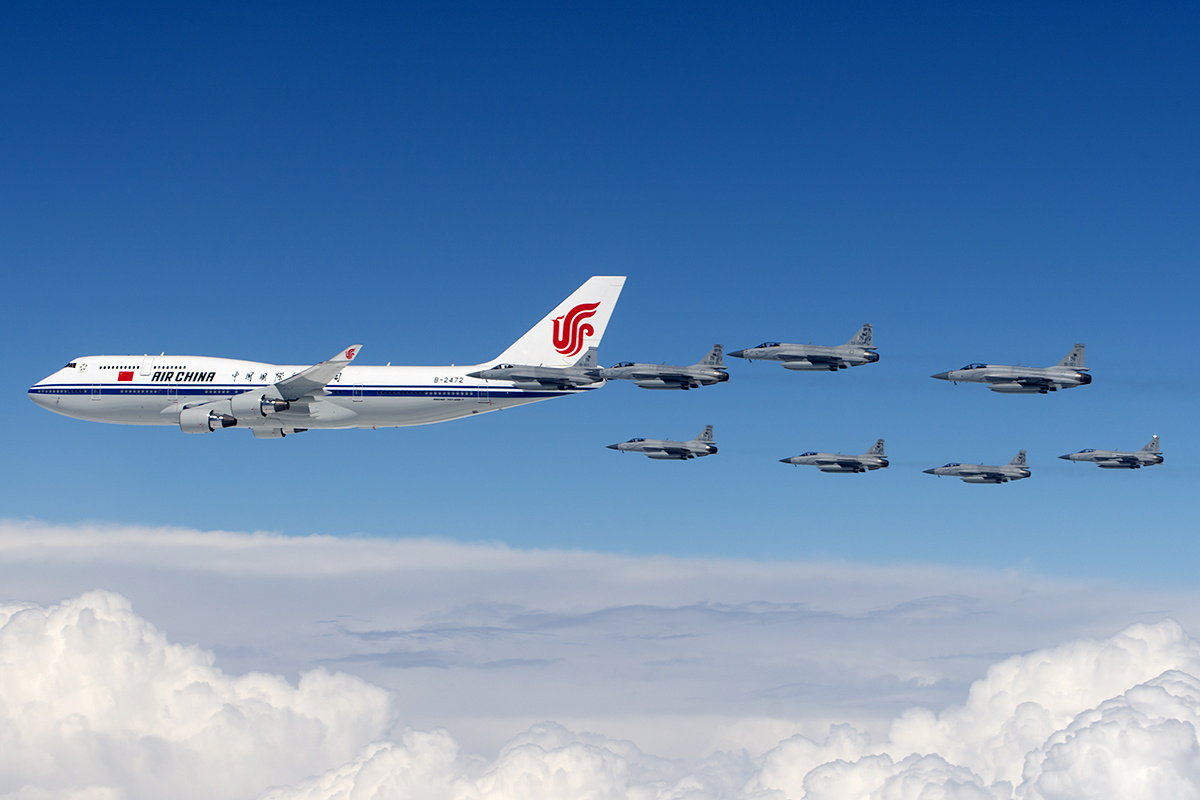
中巴合製的梟龍戰機於2015年4月為習近平參訪專機護航。

### 戰史
- 2017年6月21日巴基斯坦軍方證實，在伊巴邊界的俾路支省，巴基斯坦空军使用梟龍擊落了一架伊朗的見證者129無人機，这是梟龍戰機首次參與實戰[8]。巴軍表示該架武裝的伊朗無人機深入巴國境內49公里，且顯示出敵意，因此加以擊落。
- 2019年2月27日，巴基斯坦空军称该国枭龙战机在巴基斯坦控制的克什米尔地区空域内使用霹雳-5空对空导弹，击落印度空军的一架米格-21戰鬥機和一架Su-30MKI战斗机，并声称两架战机分别坠落于克什米尔控制线两侧。[9]当晚，巴基斯坦三军公共关系部（ISPR）公布了跳傘的印度空军中校飞行员阿比南丹（Abhinandan）被逮捕及审问影片，而阿比南丹在影片中拒绝透露自己驾驶飞机的型号，但“相信对方能从飞机残骸辨认出来”。从巴基斯坦军方缴获的的文件看，阿比南丹是印度第51“持剑之臂”中队的中队长（Wing Commander），这个中队装备的战斗机全是BISON型米格21战机，因此墜落於巴方境內的顯然是米格-21。[10]此为枭龙战机的首架被可靠证实的空战实战战绩。第二架被巴基斯坦空军声称被枭龙击落，并坠入印控克什米尔的印度战机可能是Su-30MKI並有民拍殘骸影片在網上流傳，若成功擊落雙發重型戰機將是更大戰果，但由于地点在印控区，首先巴方无法调查取证，而印度官方对第二架战机是否坠毁保持沉默，随后印度官方仅承认有一架米格-21被击落。[11]但却证实了在巴方宣称击落印度战机的地点的附近当天确实有一架米-17直升机坠毁。[12]而这架米-17的任务被认为极有可能是救援附近被枭龙战机击落的另一架坠落于印控区的印度战机。2019年4月25日中國透過半官方管道首度見報證實，二月空戰是梟龍擊落，印度則展示了一塊AIM-120碎片聲稱是巴基斯坦的F-16所為，而美國《外交政策》於同月間接報導巴國與美國一起清點了所屬F-16戰機一架未少。[13]真實版更偏向第一時間傳出的梟龍機隊打掉印度一米格21和一蘇30之後全員返航。中方消息在美方此消息見報後數日放出。同年9月份，新的消息透露，击落印度米格战机的并非枭龙，而是F-16，報導說，巴基斯坦空軍事在出戰前做過周密規劃，以戰鬥機和預警機的密切配合進行越境轟炸和誘騙擊落，當時梟龍和F-16應是共同出擊。從巴基斯坦獨立日前後空軍打出的慶祝看板上的F-16佔主要地位，加上穆沙夫基地的紀念碑上特別強調該戰果為F-16戰鬥機和AIM-120導彈取得，證實了擊落米格-21的戰果是F-16之功。至於巴國當時只提的梟龍做法，除了有為合作的梟龍戰機宣傳的作用，也可能是避免美國在克什米爾空戰後的施壓（美製武器不參戰），甚至不排除是巴基斯坦空軍內部爭功。[14]
- 2024年1月18日，巴基斯坦空軍派出JF-17、殲-10CE及翼龍-2無人機[15]，向伊朗發動空襲，以報復伊朗革命衛隊以「反恐」為由空襲巴國俾路支省。
- 2025年，在反擊印度發起的辛多爾行動中，巴基斯坦空軍派出JF-17等戰機防守，並宣稱擊落3架陣風戰鬥機、一架Su-30MKI戰鬥機和一架米格-29戰鬥機。

- 2025年，一架緬甸政府軍的一架梟龍的，遭當地民兵使用飛弩-6單兵防空飛彈擊落，飛行員生死不明。

## 設計特点

### 機體
JF-17機身材質為鋁合金半硬殼式結構，部分使用強度較高的航空用合金鋼或鈦合金，機身設計壽命為4,000飛行小時或25年、首次大修間隔為1,200小時。JF-17 Block 2批次時引入了較多比例的複合材料結構降低機體重量。
JF-17的內載燃料酬載分布在主翼及機身內，總容量2,330公斤，機腹及機翼硬點則可額外增掛副油箱，機腹硬點可掛載800公升（180加侖），機翼則可選配800或1100公升（240加侖）。JF-17整合了軟管空中加油設備，因該機配備的RD-93發動機耗油量較西方國家產品要高，且JF-17空重大於各國同量級戰機，因此維持其續航戰力相當仰賴空中加油。
目前FC-1采用機械液壓式操縱系統，配備自動駕駛儀。這一設計能同时兼顾操縱性、飛行員操作強度和成本。成飛為FC-1設計了新一代的雙冗余度縱向線傳操縱系，但橫向控制仍采用傳統的機械控制方式。由於線傳系統的一些問題，首飛時試飛員雷強曾表示起飛擡頭困難，因此將平尾預設了一個偏轉角，以解決這一問題。座艙采用整體圓弧風擋、水泡形座艙蓋和穿蓋彈射救生系統，視野較好，彈射救生較可靠。

### 航電
FC-1的航電系統採開放式架構利於後續升級，程式語言未使用美國軍規的Ada語言，而運用當時民間普及的C++編寫，這個決定降低飛機開發的門檻，以利更多民間資訊院校人才可加入研發。硬體基本結構由美國軍規標準1553B數據線路聯結達成資訊共享；根據任務和功能需求，JF-17的航電系統劃分為武器與任務管理、雷達、慣導、電子戰、通信導航與識別、機電管理、外掛物管理、大氣數據以及飛控等幾個子系統。主要設備有任務計算機、脈沖都卜勒雷達、慣導加全球定位系統、外掛管理系統、敵我識別器、雷達告警接收機、箔條/曳光彈投放器和數據傳輸單元等。操縱界面為平顯、多功能顯示器和雙手不離桿操縱系統。該機有可能加裝中國研制的前視紅外線、激光照射吊艙和夜視鏡等。
武器與任務管理子系統是航電系統的核心，負責與飛行員接口、控制系統模式狀態、戰鬥管理、任務保障管理等多種功能，它包含兩臺互為備份的武器任務管理計算機，以及“一平三下”四個顯示器，數據傳輸卡，視頻記錄儀，航空電子啟動板等設備，正前方控制板為飛行員提供友好的操作界面。
為滿足梟龍飛機的作戰及任務要求，其先進綜合化的航空電子和武器系統須具有自主導航，對空、對地、對海攻擊，目標搜索與識別，通信與進場著陸，外掛物管理，任務計劃與參數記錄，綜合電子戰，綜合顯示與控制，數據傳輸等多種功能；能幫助飛行員順利執行各種戰術操作，為飛機提供良好的使用特性和方便的維修能力；可掛載包括精確制導武器在內的多種武器，具有發射中距彈，實現超視距攻擊的能力。此外還可以根據用戶的不同要求，選配不同的航空電子系統組合方案。
自第42架JF-17起，巴基斯坦空軍使用KLJ-7脈衝都卜勒雷達，該型雷達據信為南京電子技術研究所以殲-10戰鬥機使用的KLJ-10脈衝都卜勒雷達移植開發；性能雖不及原版但對雷達截面積5平方公尺以上目標仍具130公里以上的搜索距離，在掃描兼追蹤模式下可在視距外環境下標定10位數以上之目標，並選擇2個目標實施空對空飛彈打擊。JF-17 Block 2批次時機首電子艙整合了紅外線搜索及跟蹤裝置，但同時也可選配前視紅外線搜索儀夾艙。block3使用KLJ-7A型主動電子掃描陣列雷達可以追蹤數十個目標。
JF-17的電子戰配備，目前有垂直尾翼上設置可瞬時測頻分析的雷達預警接收器、與飛彈警告裝置，航電系統可自動分析威脅風險等級，飛彈警告裝置可將目前威脅來源照射在抬頭顯示器上，讓飛行員決定採用可手動或全自動施灑的箔條/熱焰彈投放系統；未來機上電戰也可整合外掛電戰莢艙。
通信導航與識別子系統包括兩部互為備份的抗干擾超短波電臺，其中一部電臺還兼有數據鏈的功能，另外還包含無線電高度表、儀表著陸設備以及敵我識別詢問機和應答機。機電管理系統包括機電管理計算機和飛行參數記錄儀，它提供航電系統與飛機其他系統之間的接口，並記錄飛機飛行參數。大氣數據系統包括了大氣數據解算器、攻角解算器和左/右L形壓力傳感器。

### 武裝

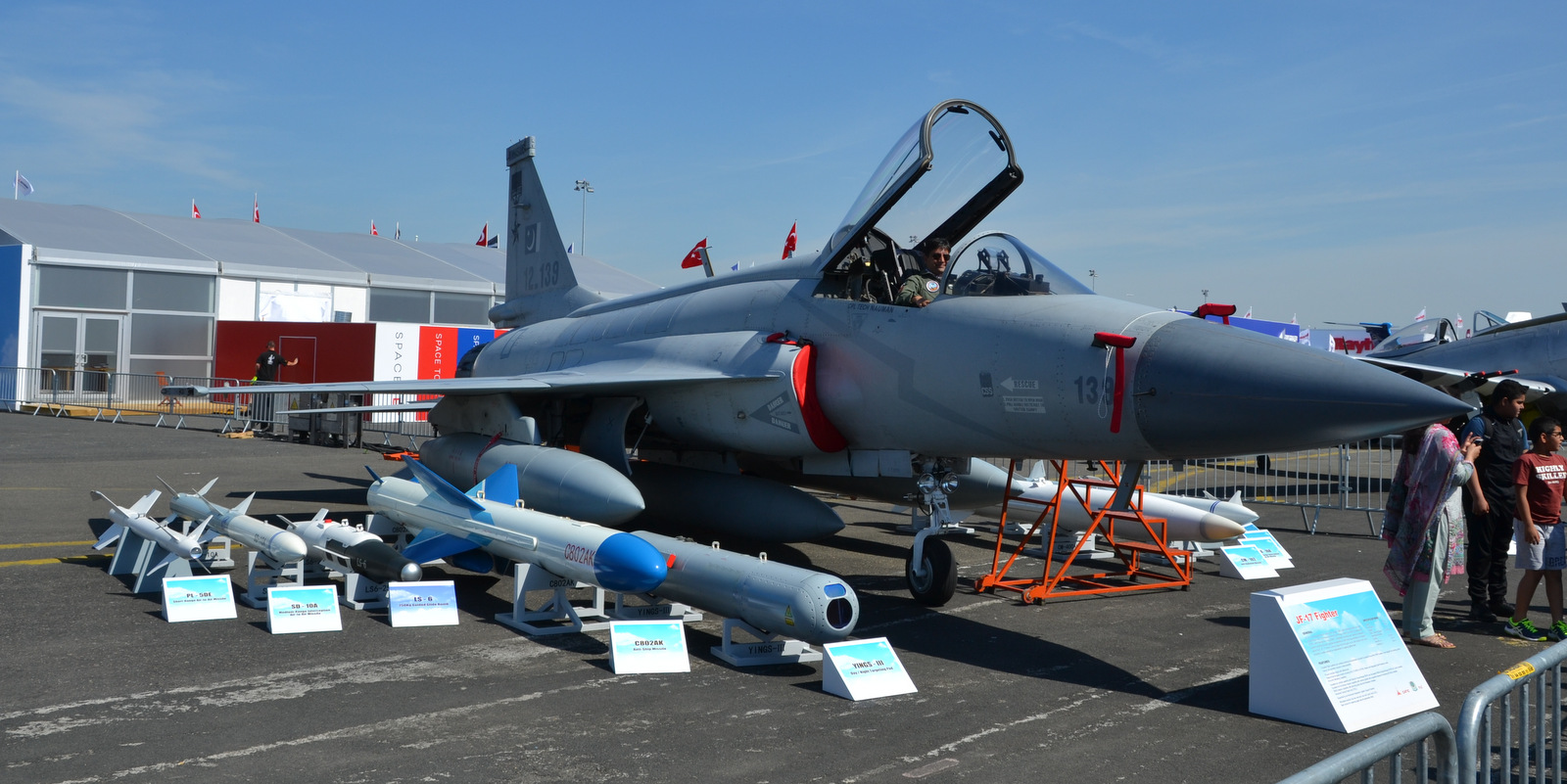
與C802A反艦飛彈並列展示

目前已知可相容掛載東西方武器裝備，為打開國際市場有利因素。
| 武器       | 中國                                    | 美國                                                                          | 法國                    |
| ---------- | --------------------------------------- | ----------------------------------------------------------------------------- | ----------------------- |
| 空對空飛彈 | 霹靂-9飛彈 霹雳-5飛彈 霹雳-12导弹(中程) | AIM-9響尾蛇飛彈(L型)                                                          |                         |
| 空對艦飛彈 | 鷹擊83反艦飛彈 CM-102反辐射飛彈         |                                                                               | MAR-1反艦飛彈(授權巴西) |
| 炸彈       | 雷石系列 滑翔制导炸弹                   | GBU-10、GBU-12、GBU-16 雷射制導炸彈 Mk-20集束炸彈 Mk-82、Mk-83、Mk-84通用炸彈 | Durandal跑道破壞彈      |

## 使用国

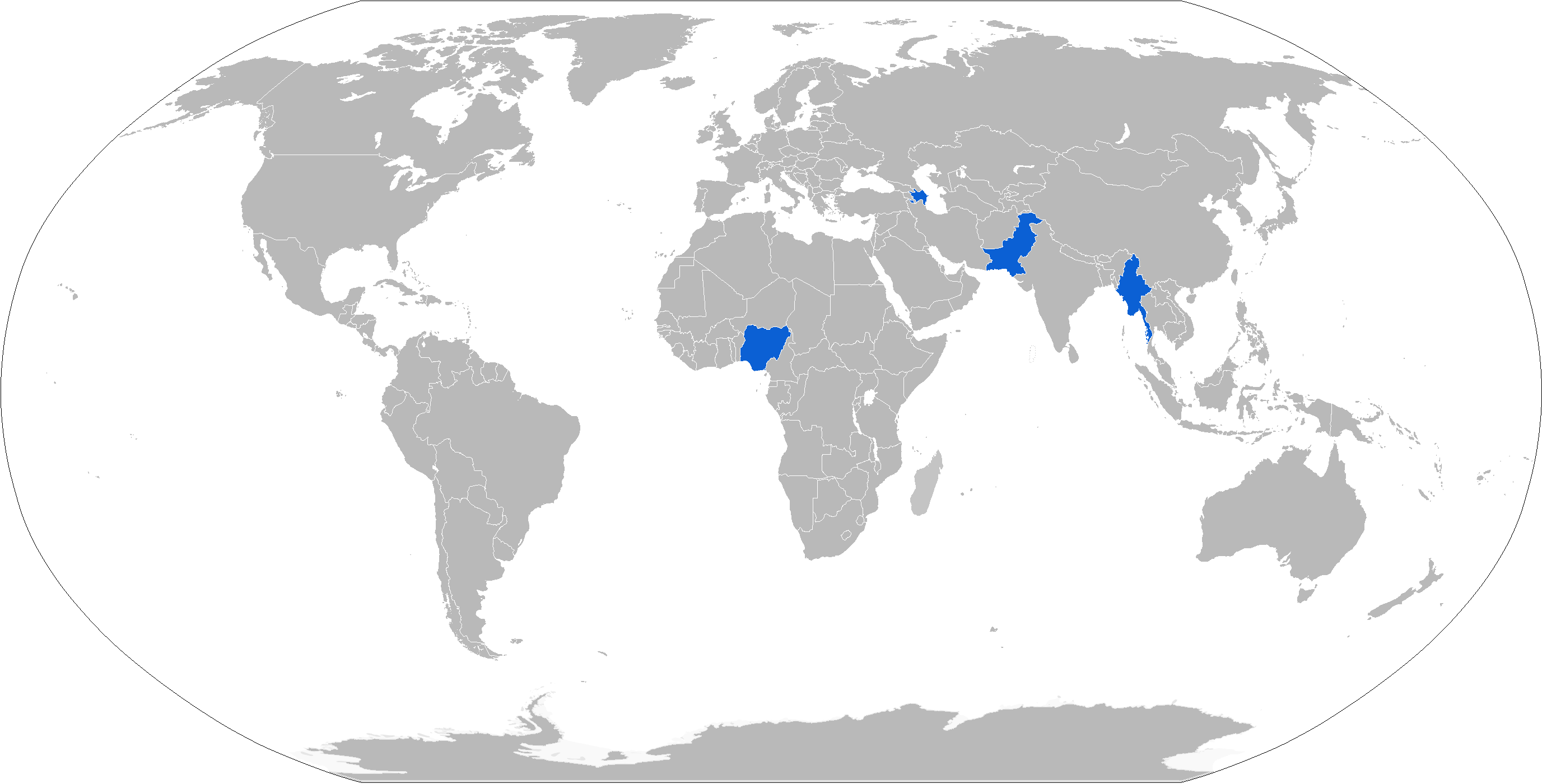
枭龙战机使用国

- - 亞塞拜然空軍：於2024年以16亿美元購買24架JF-17 Block III。[19]
- 緬甸
  - 緬甸空軍：訂購16架JF-17M，其中4架亮相于2018年12月29日的一次军事行动。
- 奈及利亞
  - 奈及利亞空軍：訂購3架JF-17，並於2020年12月交付。
- 巴基斯坦
  - 巴基斯坦空军：截止2023年3月已交付153架，仍有35架等待制造完成。[20][21][22][23]
    - 敏哈斯基地
      - JF-17试验组（2007-2010）

    - 白沙瓦基地
      - 第26“黑蜘蛛”飞行中队（2010）
      - 第16“黑豹”飞行中队（2011）

    - 马斯如尔基地
      - 第2“敏哈斯”飞行中队（2015）

    - 穆沙夫基地
      - 作战指挥官学院（2015）

    - 敏哈斯基地
      - 第14“斩尾者”飞行中队（2017）

    - 萨芒里基地
      - 第28“凤凰”飞行中队（2018）

## 事故
- 2011年11月14日：一架巴基斯坦空軍梟龍block1從米尼亞斯基地起飛，在旁遮普省山區進行例行訓練飛行時墜毀。根據巴基斯坦空軍官方報告，墜機是由技術故障造成的。新聞報道稱，飛行員中隊長穆罕默德·侯賽因（Muhammad Hussain）彈射逃生，但因降落傘未能打開而身亡。飛行員的屍體在距墜機地點兩公里處被發現。這是已知的第一起梟龍戰機墜機事故。[24]
- 2016年9月27日：一架巴基斯坦空軍梟龍block1在阿拉伯海墜毀。飛行員成功彈射並從海上獲救。[25]
- 2020年9月15日：一架巴基斯坦空軍梟龍block1戰機在旁遮普省阿托克區附近的例行訓練飛行中墜毀，飛行員成功彈射。彈射座椅製造商馬丁貝克公司隨後在推特表示巴基斯坦空軍一架梟龍戰機早些時候在例行飛行中墜毀。[26]
- 2021年8月6日：一架巴基斯坦空軍梟龍Block2雙座機在旁遮普省阿托克區的例行訓練飛行中墜毀。兩名飛行員都成功彈射。[27]
- 2024年6月5日，一架巴基斯坦空軍「梟龍Block 2戰機」，於彭加省姜區墜毀，此事件由英國彈射椅製造商馬丁貝克公司於官方公布。[28]

## 性能指標
参考资料：Pakistan Aeronautical Complex marketing brochure and official website
基本信息
- 机组：1 (單座) or 2 (雙座)
- 長度：14.93米（49英尺0英寸）
- 翼展：9.44米（31英尺0英寸）
- 高度：4.77米（15英尺8英寸）
- 机翼面积：24.43平方（263.0平方英尺）
- 空重：6,586（14,520磅）
- 最大起飛重量：12,700（27,999磅）[31]
- 燃料容量：2,330（5,137磅） 內部燃料; 1 x 800（1,764磅） 中線副油箱; 2 x 800（1,764磅） or 1,100（2,425磅） 翼下副油箱
- 有效載荷： 4,600（10,100磅）
- 发动机：1台RD-93渦輪扇發動機 配備数位电子发动机控制（DEEC），50.4千牛頓（11,300磅力）推力[32] 干推力，85.6千牛頓（19,200磅力） 带后燃器

性能
- 最大速度：1,909[33]每小時（1,186英里每小時；1,031節）
- 最大速度：1.6[34][35]馬赫
- 巡航速度：1,359每小時（844英里每小時；734節）
- 失速速度：150每小時（93英里每小時；81節）
- 航程：2,500（1,553英里；1,350海里）
- 戰鬥航程：1,352（840英里；730海里）
- 转场航程：3,500（2,175英里；1,890海里）配 3 個外部副油箱
- 升限：16,930（55,540英尺）
- 过载限制：+8/-3（受飛控系統限制）
- 爬升率：300每秒（59,000英尺每分鐘）
- 推重比：0.95 （RD-93）（50%內油）[36]

武器

- 機槍：1 × 23 mm GSh-23-2雙管機砲 or 1 × 30 mm GSh-30-2雙管機砲
- 外挂点：7（2 × 翼尖, 4 × 翼下, 1 × 副油箱掛載處）同時在每个机翼下的掛点上都可容纳双重掛架
- 飛彈：

  - 空對空導彈：
    - 霹靂-5EII（視距內導彈）
    - 霹靂-9（視距內導彈）
    - AIM-9L/M（短距）
    - 霹靂-8（短距）
    - 霹靂-15（超視距超遠程導彈）
    - R-Darter（英语：R-Darter）（超視距導彈）
    - 閃電-10（霹靂-12出口版；超視距導彈）[37]

  - 空對地導彈：
    - CM-102（反輻射導彈）[37]
    - 雷電-10（反輻射導彈）
    - MAR-1（英语：MAR-1）（反輻射導彈）
    - Ra'ad（英语：Ra'ad）（核動力隱身巡航導彈）
    - Ra'ad-II（英语：Ra'ad-II）（核動力隱身巡航導彈）

  - 反艦導彈：
    - 飞鱼（反艦導彈）
    - 鷹擊-83AK（反艦導彈）[37][38]
    - C-803（反艦導彈）
    - 鷹擊-12（反艦導彈）[38]
- 炸彈：

  - 非導引炸彈：
    - Mk-80
    - Mk-82
    - Mk-83
    - Mk-84
    - 250 kg 預碎片炸彈
    - Matra Durandal（英语：Matra Durandal）（反跑道炸彈（英语：Anti-runway penetration bomb））
    - AWC HAFR-2（反跑道炸彈（英语：Anti-runway penetration bomb））
    - AWC HAFR-1（反跑道炸彈（英语：Anti-runway penetration bomb））
    - AWC RPB-1（反跑道炸彈（英语：Anti-runway penetration bomb））
    - CBU-99 Cluster Bomb（英语：CBU-99）（反裝甲集束炸彈（英语：Cluster bombs#Anti-tank））
    - CBU-100 Cluster Bomb（英语：CBU-100 Cluster Bomb）（反裝甲集束炸彈（英语：Cluster bombs#Anti-tank））

  - 導引炸彈:
    - GBU-10 Paveway II（英语：GBU-10 Paveway II）（激光導引炸彈）
    - GBU-12 Paveway II（英语：GBU-12 Paveway II）（激光導引炸彈）
    - GBU-16 Paveway II（英语：GBU-16 Paveway II）（激光導引炸彈）
    - 雷霆-2（精確制導炸彈）
    - 聯合直接攻擊彈藥（精確制導炸彈）
    - H-4 SOW（英语：H-4 SOW） 防區外武器（精確制導炸彈）
    - H-2 SOW（英语：H-2 SOW） 防區外武器（精確制導炸彈）
    - Takbir bomb（英语：Takbir bomb）（GPS/INS 制導炸彈（英语：Precision-guided_munition#Satellite-guided））
    - 雷石-6（衛星制導炸彈（英语：Precision-guided_munition#Satellite-guided））[39]
- 其他：
  - 增程器（GPS/INS 制導炸彈（英语：Precision-guided_munition#Satellite-guided））[40]
  - GDJ-II19 雙重掛架[41]
  - 反制措施（干擾彈，干擾箔）[32]
  - 最多三個副油箱（1 x 800（1,764磅） 中線副油箱；2 x 800（1,764磅） 或者 1,100（2,425磅） 翼下副油箱）[36]

航電

- - KLJ-7A（英语：KLJ-7A） 有源相控陣雷達[42]（有效距離200公里（以5m² RCS 飛機計算)）
  - 諾斯洛普·格魯曼ALR-67（英语：AN/ALR-67 radar warning receiver） 雷達警告接收器（RWR）
  - S740 機載導彈接近警告系統（英语：Missile approach warning system）（MAWS）
  - Indra ALQ-500P電子戰反制措施（ECM）
  - Link-17數據鏈
  - MIL-STD-1760（英语：MIL-STD-1760）數據總線
- 外掛航電吊艙：
  - Aselsan ASELPOD 高級瞄準吊艙光電偵察、監視和瞄準系統[43]
  - KG300G機載自衛干擾吊艙[39]
  - KG600機載自衛干擾吊艙
  - 前向紅外搜索和跟踪（英语：Infrared search and track）吊艙
  - WMD-7晝/夜瞄準吊艙
  - KZ900電子偵察吊艙
  - 「藍天」偵察吊艙（用於低空導航和攻擊）

## 类似机型
- F-16戰鬥機
- F-CK-1战斗机
- 光辉战斗机
- JAS-39战斗机
- 幻象2000战斗机
- L-15B戰鬥機
- FA-50 block20戰鬥機